# 3C 390.3
3C 390.3 là một thiên hà radio trong chòm sao Thiên Long. Nó cũng là một thiên hà Seyfert I và có một nguồn tia X.